# Pseudauximus
Genre
Pseudauximus est un genre d'araignées aranéomorphes de la famille des Macrobunidae.

## Distribution
Les espèces de ce genre sont endémiques d'Afrique du Sud.

## Liste des espèces
Selon World Spider Catalog (version 25.0, 06/03/2024) :
- Pseudauximus annulatus Purcell, 1908
- Pseudauximus pallidus Purcell, 1904
- Pseudauximus reticulatus Simon, 1902

## Systématique et taxinomie
Ce genre a été décrit par Simon en 1902. Il est placé dans les Amaurobiidae par Lehtinen en 1967 puis dans les Macrobunidae par Gorneau, Crews, Cala-Riquelme, Montana, Spagna, Ballarin, Almeida-Silva et Esposito en 2023.

## Publication originale
- Simon, 1902 : « Descriptions de quelques arachnides nouveaux de la section de Cribellatés. » Bulletin de la Société Entomologique de France, vol. 1902, p. 240-243 (texte intégral).